# 汉斯·齐默尔曼
汉斯·齐默尔曼（1906年10月18日—1984年2月17日）是德国纳粹党官员。

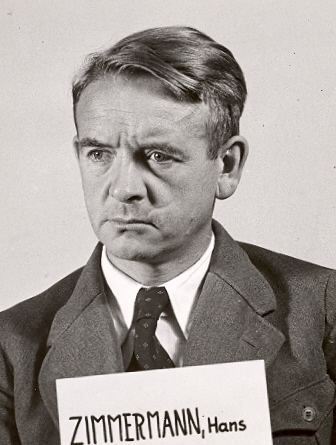
汉斯·齐默尔曼

1930年11月11日，齐默尔曼同时加入纳粹党（党员证号：377977）和冲锋队。1940年2月至1942年4月间担任中弗兰肯行政区代理大區領導。1935年10月1日至1945年5月期间，他曾是纽伦堡市议会议员（Ratsherr）。1940年7月7日，齐默尔曼成为帝国议会议员，代表第26弗兰肯选区，直到纳粹政权灭亡为止。1942年4月15日至1943年11月27日间，他暂时停止党组织工作，进入国防军陆军，在法国的一所炮兵学校服役。1943年4月20日，齐默尔曼晋升为親衛隊上級領袖。
1944年1月1日，齐默尔曼回到纽伦堡继续担任领导，这次他的党务职衔已是地区领导。纽伦堡战役期间，他于1945年4月17日逃出城市。战后，他在纽伦堡接受去纳粹化教育。